# Tyspanodes nigrolinealis
Tyspanodes nigrolinealis là một loài bướm đêm trong họ Crambidae.